# Heptanitrokuban
Heptanitrokuban (HNC) je eksperimentalni visoki eksploziv zasnovan na kubnom molekulu kubana od osam ugljenika i blisko povezan sa oktanitrokubanom i ima molekulsku masu od 419,132 . Sedam od osam atoma vodonika u uglovima kubanskog molekula zamenjeno je nitro grupama, dajući konačnu molekulsku formulu C
8H(NO
2)
7.
Kao i kod oktanitrokubana, nije sintetizovano dovoljno heptanitrokubana da bi se izvršila detaljna ispitivanja njegove stabilnosti i energije. Pretpostavlja se da ima nešto bolje performanse od eksploziva kao što je HMX, trenutni visokoenergetski standardni eksploziv, na osnovu analize hemijske energije. Iako u teoriji nije tako energičan kao teorijska maksimalna gustina oktanitrokubana, heptanitrokuban koji je do sada sintetizovan je efikasniji eksploziv od bilo kog oktanitrokubana koji je proizveden, zbog efikasnijeg kristalnog pakovanja, a time i veće gustine.

## Osobine
| Osobina                  | Vrednost |
| ------------------------ | -------- |
| Broj akceptora vodonika  | 14       |
| Broj donora vodonika     | 0        |
| Broj rotacionih veza     | 7        |
| Particioni koeficijent ( | -0,7     |
| Rastvorljivost (logS, log(mol/L))       | -10,9    |
| Polarna površina (PSA, Å2)  | 320,7    |

## Korišćenje
Kao i oktanitrokuban, nije sintetizovano dovoljno heptanitrokubana za detaljno ispitivanje njegove stabilnosti i energije. Hipoteza je da oni rade nešto bolje od istraživačkog eksploziva kao što je HMX, trenutni standard za visokoenergetski eksploziv, zasnovan na analizi hemijske energije. Iako u teoriji nije tako energičan kao teoretski oktanitrokuban pri svojoj maksimalnoj gustini upotrebe, HNC koji je do sada sintetizovan je efikasniji eksploziv od bilo kojeg ONC-a koji je proizveden, zbog efikasnijeg kristalnog pakovanja, a samim tim i najveće gustine.
Heptanitrokuban su prvi pripremili 1999. Philip Eaton sa Univerziteta u Čikagu i Mao-Ksi Zhang, kineski hemičar koji studira u Sjedinjenim Državama. Oni su takođe napravili oktanitrokuban.

## Literatura
- Clayden, Jonathan; Greeves, Nick; Warren, Stuart; Wothers, Peter (2001). Organic Chemistry (I изд.). Oxford University Press. ISBN 978-0-19-850346-0.
- Smith, Michael B.; March, Jerry (2007). Advanced Organic Chemistry: Reactions, Mechanisms, and Structure (6th изд.). New York: Wiley-Interscience. ISBN 0-471-72091-7.
- Katritzky A.R.; Pozharskii A.F. (2000). Handbook of Heterocyclic Chemistry (Second изд.). Academic Press. ISBN 0080429882.

## Dodatna literatura
- Bashir-Hashemi, A.; Higuchi, Hiroyuki (2009). „Chemistry of Cubane and Other Prismanes”. PATAI's Chemistry of Functional Groups. ISBN 9780470682531. doi:10.1002/9780470682531.pat0333.